# Can You Take Me Back?
"Can You Take Me Back?" is een nummer van de Britse band The Beatles. Het nummer werd in 1968 opgenomen voor het album The Beatles, maar werd hier niet op uitgebracht. Pas in 2018 verscheen het voor het eerst op de heruitgave ter gelegenheid van de vijftigste verjaardag van dit album.

## Achtergrond
"Can You Take Me Back?" is geschreven door Paul McCartney, maar wordt toegeschreven aan het gebruikelijke partnerschap Lennon-McCartney, en geproduceerd door George Martin. Een fragment van 26 seconden is te horen op het album The Beatles. Dit stuk werd aan het eind van "Cry Baby Cry" geplaatst, maar werd niet als apart nummer genoemd.
"Can You Take Me Back?" ontstond spontaan tijdens de opname van "I Will" op 16 september 1968. George Harrison was niet aanwezig bij deze opname. Het spontane van de opname is te horen aan een zin die John Lennon uitsprak: "Are you happy here, honey?", een verwijzing naar het spoken word-stuk "Voices of Old People" van Simon & Garfunkel. McCartney improviseerde hier een aantal regels tekst omheen. Tijdens dezelfde sessie werden ook de nummers "Step Inside Love", "Los Paranoias", "Blue Moon" en "The Way You Look Tonight" opgenomen.
"Can You Take Me Back?" werd in 2018 opnieuw ontdekt door Giles Martin, de zoon van George, en verscheen dat jaar voor het eerst op de heruitgave ter gelegenheid van de vijftigste verjaardag van The Beatles. Deze versie duurde 2 minuten en 22 seconden en is dus aanzienlijk langer dan het fragment dat aan het eind van "Cry Baby Cry" werd geplakt.